# Szilágyi Gyula (labdarúgó)
Szilágyi Gyula (Debrecen, 1923. január 18. – 2001. október 17.) válogatott labdarúgó, középcsatár, edző. A sportsajtóban Szilágyi I néven volt ismert. Életében 919 mérkőzésen lépett pályára, és 1114 gólt szerzett, mérkőzésenkénti gólátlaga 1,21 volt.

## Pályafutása

### Klubcsapatban
A Vasas SC középcsatára. A piros-kékek nyurga, hosszúra nőtt „Sziszi”-je kitűnő képességű, korszerűen játszó középcsatár volt. A labdát mindkét lábbal jól kezelte. Fejjátékban kevesen vehették fel vele a versenyt. Sokat mozgott a mezőnyben és ügyesen osztogatott. Kapu előtti helyzetfelismerése és gólképessége egyenesen „félelmetesnek” bizonyult. Lábbal és fejjel állandóan veszélyeztette az ellenfél hálóját. Mindig sportszerű eszközökkel és példás lelkesedéssel harcolt.

### A válogatottban
1947 és 1950 között 12 alkalommal szerepelt a válogatottban és 9 gólt szerzett.  12-szeres B-válogatott (1946–57, 12 gól), egyszeres Budapest válogatott (1948) kétszeres egyéb válogatott (1952–54, 2 gól).
Legjobb játékát 1950. június 4-én, a Lengyelország elleni mérkőzésen (5–2) nyújtotta. Ekkor három pompás góllal járult hozzá az idegenben kivívott győzelemhez.

## Sikerei, díjai
- Magyar bajnokság
  - bajnok: 1957-tavasz
  - 2.: 1945–46, 1947–48
  - 3.: 1946–47, 1953, 1959–60
  - gólkirály: 1957-tavasz (17 gól)
- Magyar kupa (MNK)
  - győztes: 1955
- Bajnokcsapatok Európa-kupája (BEK)
  - elődöntős: 1957–58
- Közép-európai kupa (KK)
  - győztes: 1956, 1957
- Magyar Köztársasági Sportérdemérem ezüst fokozat (1949)[2]
- A Magyar Népköztársaság kiváló sportolója (1951)[3]
- A Gépipar Kiváló Dolgozója (1956)[4]
- A Magyar Népköztársaság Kiváló Sportolója (1956)[5]
- az év labdarúgója: 1955

## Statisztika

### Mérkőzései a válogatottban
| Magyarország | Magyarország        | Magyarország                   | Magyarország  | Magyarország | Magyarország  | Magyarország | Magyarország | Magyarország |
| #            | Dátum               | Helyszín                       | Hazai         | Eredmény     | Vendég        | Kiírás       | Gólok        | Esemény      |
| ------------ | ------------------- | ------------------------------ | ------------- | ------------ | ------------- | ------------ | ------------ | ------------ |
| 1.           | 1947. május 11.     | Torino, Stadio Comunale        | Olaszország   | 3 – 2        | Magyarország  | barátságos   | -            | 74'          |
| 2.           | 1947. június 29.    | Belgrád, Partizan Stadion      | Jugoszlávia   | 2 – 3        | Magyarország  | Balkán-kupa  | 1            | 33'          |
| 3.           | 1947. augusztus 17. | Budapest, Üllői úti stadion    | Magyarország  | 9 – 0        | Bulgária      | Balkán-kupa  | -            | 46'          |
| 4.           | 1948. május 23.     | Tirana, Qernal Stafa-stadion   | Albánia       | 0 – 0        | Magyarország  | Balkán-kupa  | -            |              |
| 5.           | 1948. november 7.   | Szófia, Junak Stadion          | Bulgária      | 1 – 0        | Magyarország  | Balkán-kupa  | -            | 61'          |
| 6.           | 1949. április 10.   | Prága                          | Csehszlovákia | 5 – 2        | Magyarország  | Európa-kupa  | -            |              |
| 7.           | 1950. április 30.   | Budapest, Megyeri úti stadion  | Magyarország  | 5 – 0        | Csehszlovákia | barátságos   | 1            | 40' 65'      |
| 8.           | 1950. május 14.     | Bécs, Práter-stadion           | Ausztria      | 5 – 3        | Magyarország  | barátságos   | 1            | 53'          |
| 9.           | 1950. június 4.     | Varsó                          | Lengyelország | 2 – 5        | Magyarország  | barátságos   | 3            | 38' 48' 53'  |
| 10.          | 1950. október 29.   | Budapest, Megyeri úti stadion  | Magyarország  | 4 – 3        | Ausztria      | barátságos   | 1            | 46' 67'      |
| 11.          | 1950. november 12.  | Szófia, Narodna Armija-stadion | Bulgária      | 1 – 1        | Magyarország  | barátságos   | 1            | 4'           |
| 12.          | 1953. október 4.    | Szófia, Levszki-stadion        | Bulgária      | 1 – 1        | Magyarország  | barátságos   | 1            | 39'          |
|              | Összesen            |                                |               | 12           | mérkőzés      |              | 9            | gól          |